# Berliner Luft
Berliner Luft (z niem. powietrze Berlina) – marsz z operetki Frau Luna skomponowanej przez Paula Linckego w 1899 roku z librettem Heinricha Bolten-Baeckersa.
Marsz Berliner Luft uznawany jest za nieoficjalny hymn Berlina, wszedł także do repertuaru niemieckich orkiestr wojskowych. Tradycyjnie wykonywany jest jako końcowy utwór koncertu zamykającego sezon koncertowy Filharmoników Berlińskich na berlińskiej scenie leśnej (Berliner Waldbühne). Został również odśpiewany (przez Plácido Domingo) w trakcie oficjalnych uroczystości upamiętniających 20-lecie upadku Muru Berlińskiego.
Refren marsza:
Das ist die Berliner Luft Luft Luft,
so mit ihrem holden Duft Duft Duft,
wo nur selten was verpufft pufft pufft,
in dem Duft Duft Duft dieser Luft Luft Luft.